# Воловець (станція)
Волове́ць — проміжна залізнична станція 2-го класу Ужгородської дирекції Львівської залізниці на електрифікованій лінії Стрий — Батьово між станціями Скотарське (7 км) та Вовчий (18 км). Розташована у центральній частині смт. Воловець Мукачівського району Закарпатської області.

## Історія
Станція відкрита у березні 1886 року в складі залізниці Мукачево — Воловець. Після спорудження Бескидського тунелю залізницю було продовжено до станції Лавочне і 1887 року остаточно сполучено із залізницею Стрий — Лавочне.
1956 року станцію електрифіковано постійним струмом (=3 кВ) у складі дільниці Лавочне — Мукачево, яка була першою на Львівській залізниці електрифікованої дільниці.
3 травня 2022 року російські окупанти завдали по одній із електропідстанцій залізничної станції Воловець. Ракетний удар по залізничній станції Воловець став першим ударом у Закарпатській області з початку російського вторгнення в Україну.

## Пасажирське сполучення
На станції зупиняються приміські та регіональні поїзди, а також усі поїзди далекого сполучення станом на початок липня 2023 року:
| Рух поїздів по станції Воловець | Рух поїздів по станції Воловець | Рух поїздів по станції Воловець                    |
| №                               | Маршрут сполучення              | Періодичність курсування                           |
| Далеке сполучення               | Далеке сполучення               | Далеке сполучення                                  |
| ------------------------------- | ------------------------------- | -------------------------------------------------- |
| 3 «Нічний експрес»              | Запоріжжя — Ужгород             | Щоденно                                            |
| 4 «Нічний експрес»              | Ужгород — Запоріжжя             | Щоденно                                            |
| 13/223 «Апшиця»                 | Київ — Солотвино / Ужгород      | Щоденно                                            |
| 14/224 «Апшиця»                 | Ужгород / Солотвино — Київ      | Щоденно                                            |
| 17 «Сковорода-Експрес»          | Харків — Ужгород                | Парні числа                                        |
| 18 «Сковорода-Експрес»          | Ужгород — Харків                | Парні числа                                        |
| 29 «Нічний експрес»             | Київ — Ужгород                  | Щоденно                                            |
| 30 «Нічний експрес»             | Ужгород — Київ                  | Щоденно                                            |
| 37 «Біла Акація»                | Одеса — Ужгород                 | Щоденно                                            |
| 38 «Біла Акація»                | Ужгород — Одеса                 | Щоденно                                            |
| 39                              | Запоріжжя — Солотвино           | Непарні числа                                      |
| 40                              | Солотвино — Запоріжжя           | Непарні числа                                      |
| 45                              | Харків — Ужгород                | Парні числа                                        |
| 46                              | Ужгород — Харків                | Непарні числа                                      |
| 140                             | Кам'янець-Подільський — Ужгород | Щоденно, група вагонів безпересадкового сполучення |
| 81 «Десна»                      | Київ — Ужгород                  | Щоденно                                            |
| 82 «Десна»                      | Ужгород — Київ                  | Щоденно                                            |
| 82                              | Ужгород — Кам'янець-Подільський | Щоденно, група вагонів безпересадкового сполучення |
| 265                             | Ужгород — Ковель                | Парні числа                                        |
| 266                             | Ковель — Ужгород                | Непарні числа                                      |
| 827                             | Львів — Мукачево                | 1-7,9,11-16,18-23,25-30/08, 1-4/09/2023            |
| 828                             | Мукачево — Львів                | 1-7,9,11-16,18-23,25-30/08, 1-4/09/2023            |
| 829                             | Львів — Ужгород                 | Щоденно, крім вівторка                             |
| 829                             | Ужгород — Львів                 | Щоденно, крім середи                               |
| Приміське сполучення            |                                 |                                                    |
| 6501                            | Лавочне — Мукачево              | Щоденно                                            |
| 6502/6166                       | Чоп — Львів                     | Щоденно                                            |
| 6187                            | Львів — Мукачево                | Щоденно                                            |
| 6506                            | Мукачево — Стрий                | Щоденно                                            |
| 6189/6507                       | Львів — Чоп                     | Щоденно                                            |
| 6508                            | Мукачево — Лавочне              | Щоденно                                            |

З 11 грудня 2016 року через день призначено нічний експрес «Мрія» (з 2 грудня 2022 року — «Сковорода-Експрес») Харків — Ужгород (прямує через Полтаву, Миргород, Київ, Львів), який долає відстань за одну ніч через всю країну.
З 17 грудня 2018 року на станції Свалява здійснює зупинку «нічний експрес» сполученням Запоріжжя — Ужгород.